# Firmine Richard
Firmine Richard (Pointe-à-Pitre, 25 settembre 1947) è un'attrice e politica francese.
Attiva a teatro, cinema e televisione, ha recitato in film di successo internazionale come 8 donne e un mistero e La première Étoile. In virtù della sua carriera e del ruolo di pioniera come donna nera nell'industria dell'intrattenimento francese, Richard stata insignita delle onorificenze di Cavaliere della Legion d'Onore e di Ufficiale dell'Ordine Nazionale al Merito dal governo francese. In politica è stata inoltre eletta consigliera comunale nel comune di Parigi.

## Biografia

### Carriera
Trasferitasi nei pressi di Parigi a 18 anni, per una prima fase della sua vita Firmine Richard svolge professioni comuni come quella di impiegata alle poste o in altri uffici pubblici, ruolo che tornerà a svolgere anche nella sua città natia dopo avervi fatto ritorno. É grazie ad un incontro fortuito con la regista Coline Serreau, avvenuto in un ristorante quando Richard aveva già più di 40 anni e un figlio, che la futura attrice ottiene il ruolo da co-protagonista in Romuald & Juliette. Nel 1990 recita per Dino Risi in Tolgo il disturbo, mentre a partire dal 1991 lavora anche a teatro avendo modo di esibirsi, fra gli altri, presso il prestigioso Théâtre de la Ville. 
Nel 2002 ottiene una forte rilevanza a livello internazionale grazie al ruolo interpretato in 8 donne e un mistero, film grazie al quale vince un European Film Award per la miglior attrice e un Orso d'argento al Festival internazionale del cinema di Berlino insieme al resto del cast femminile dell'opera. Continua negli anni a recitare sia a teatro che a cinema ed a televisione, ottenendo anche dei ruoli da protagonista in film come La première Étoile e in vari film televisivi, oltre ad apparire nel cast principale in altre decine di film tra anni 2000 e anni 2010. Appare inoltre in ruoli ricorrenti in varie serie televisive francesi, tra cui Mortale e Plan B.

### Politica
Nel 2008 viene eletta consigliera comunale dopo essersi candidata nella lista capitanata da Roger Madec. Richard sostiene successivamente François Hollande durante le presidenziali del 2012, per venire nuovamente eletta come consigliera comunale nel 2014.

## Filmografia

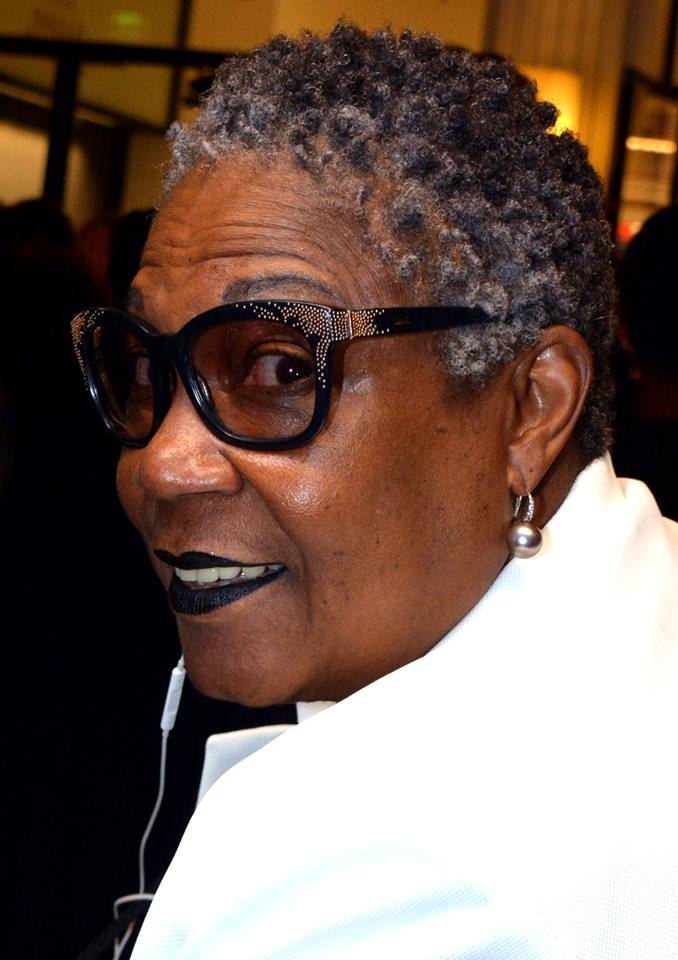
Firmine Richard nel 2018

### Cinema
- Romuald & Juliette (Romuald et Juliette), regia di Coline Serreau (1989)
- Tolgo il disturbo, regia di Dino Risi (1990)
- Elisa, regia di Jean Becker (1995)
- Riches, belles, etc, regia di Bunny Godillot (1998)
- Une journée de merde!, regia di Miguel Courtois (1999)
- Una per tutte, regia di Claude Lelouch (1999)
- Fils de zup, regia di Gilles Romera (2001)
- 8 donne e un mistero, regia di François Ozon (2002)
- Febbre da rigore, regia di Fabien Onteniente (2002)
- Pédale dure, regia di Gabriel Aghion (2004)
- Dans tes rêves, regia di Denis Thybaud (2005)
- Les parrains, regia di Frédéric Forestier (2005)
- Semplicemente insieme, regia di Claude Berri (2007)
- Trivial - Scomparsa a Deauville, regia di Sophie Marceau (2007)
- Vous êtes de la police?, regia di Romuald Beugnon (2007)
- Big city - Dove i bambini fanno la legge, regia di Djamel Bensalah (2007)
- La première Étoile, regia di Lucien Jean-Baptiste (2009)
- Je vous aime très beaucoup, regia di Philippe Locquet (2010)
- Retour au pays, regia di Julien Dalle (2010)
- Un pas en avant - Les dessous de la corruption, regia di Sylvestre Amoussou (2011)
- Un baiser papillon, regia di Karine Silla (2011)
- Travolti dalla cicogna, regia di Rémi Bezançon (2011)
- Les tribulations d'une caissière, regia di Pierre Rambaldi (2011)
- Bowling, regia di Marie-Castille Mention-Schaar (2012)
- Rosenn, regia di Yvan Le Moine (2014)
- Les profs 2, regia di Pierre-François Martin-Laval (2015)
- Benvenuti... ma non troppo, regia di Alexandra Leclère (2015)
- Dieumerci!, regia di Lucien Jean-Baptiste (2016)
- La deuxième étoile, regia di Lucien Jean-Baptiste (2017)
- Secrets de famille, regia di Julien Dalle (2019)

#### Doppiaggio
- Les contes de la nuit, regia di Michel Ocelot (2011)

### Televisione (parziale)
- La kiné – Serie TV, 7 episodi (1998-2002)
- Le grand patron – Serie TV, 15 episodi (2000-2007)
- Confidences – Miniserie televisiva (2007)
- Aïcha – Serie TV (2011)
- Famille d'accueil – Serie TV, 25 episodi (2011-2013)
- Nos chers voisins – Serie TV, 1 episodio (2012)
- Les îles d'en face – Miniserie televisiva (2013)
- La Family Show – Film TV, regia di Pascal Lahmani (2014)
- Coup de coeur – Film TV, regia di Dominique Ladoge (2014)
- Gospel sur la Colline – Film TV, regia di Arnaud Legoff (2016)
- Le rêve français – Miniserie televisiva (2017)
- Mortale – Serie TV, 7 episodi (2019-2021)
- Sam – Serie TV, 1 episodio (2020)
- Capitaine Marleau – Serie TV, 1 episodio (2020)
- Plan B – Serie TV, 7 episodio (2021)

## Teatro
- Roberto Zucco, regia di Bruno Boëglin, in scena presso il Théâtre de la Ville (1991)
- Mémoire d'isles, regia di Jean-Camille Sormain, in scena presso il Petit Hébertot (1998)
- Pinocchio, regia di Bruno Boëglin e Espace Malraux, in scena presso l'Odéon-Théâtre de l'Europe (1999)
- La Noce chez les petits bourgeois... créoles, regia di Philippe Adrien, in scena presso Théâtre de la Tempête (2006)
- Lily et Lily, regia di Gérard Moulevrier, in scena presso Théâtre de la Tête d'Or e in tour presso altri teatri (2006-2007)
- Le Vol de Kitty Hawk, regia di Yves Pignot, in scena presso théâtre 13 (2008)
- Trames, regia di Gerty Dambury, in scena presso Artchipel (2008)
- Famille de stars, regia di Rémi Rosello, in vari teatri (2010)
- La Faute à la vie regia di José Jermidier, andato in scena presso il Festival d'Avignone (2014)
- Gospel sur la Colline, regia di Jean-Luc Moreau, in scena presso Folies Bergère (2015)

## Onorificenze
- Ufficiale dell'Ordine Nazionale al Merito (2006)[2]
- Cavaliere della legion d'onore (2009)[1]